# Elgaria panamintina
Elgaria panamintina là một loài thằn lằn trong họ Anguidae. Loài này được Stebbins mô tả khoa học đầu tiên năm 1958.